# Apokalyptičtí jezdci

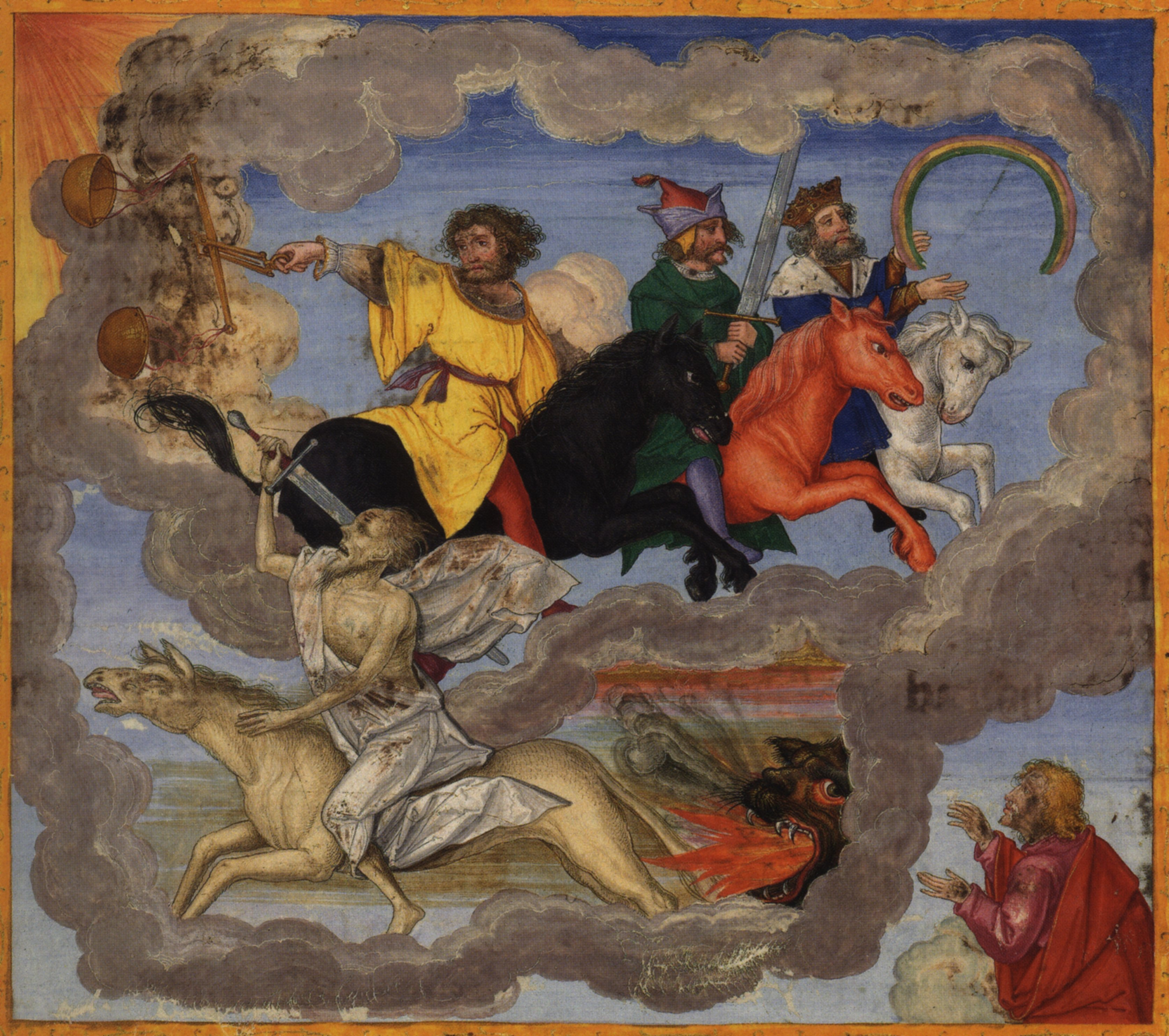
Čtyři jezdci z Apokalypsy, ilustrace Matthiase Gerunga k Ottheinrichově Bibli z 1. poloviny 16. století

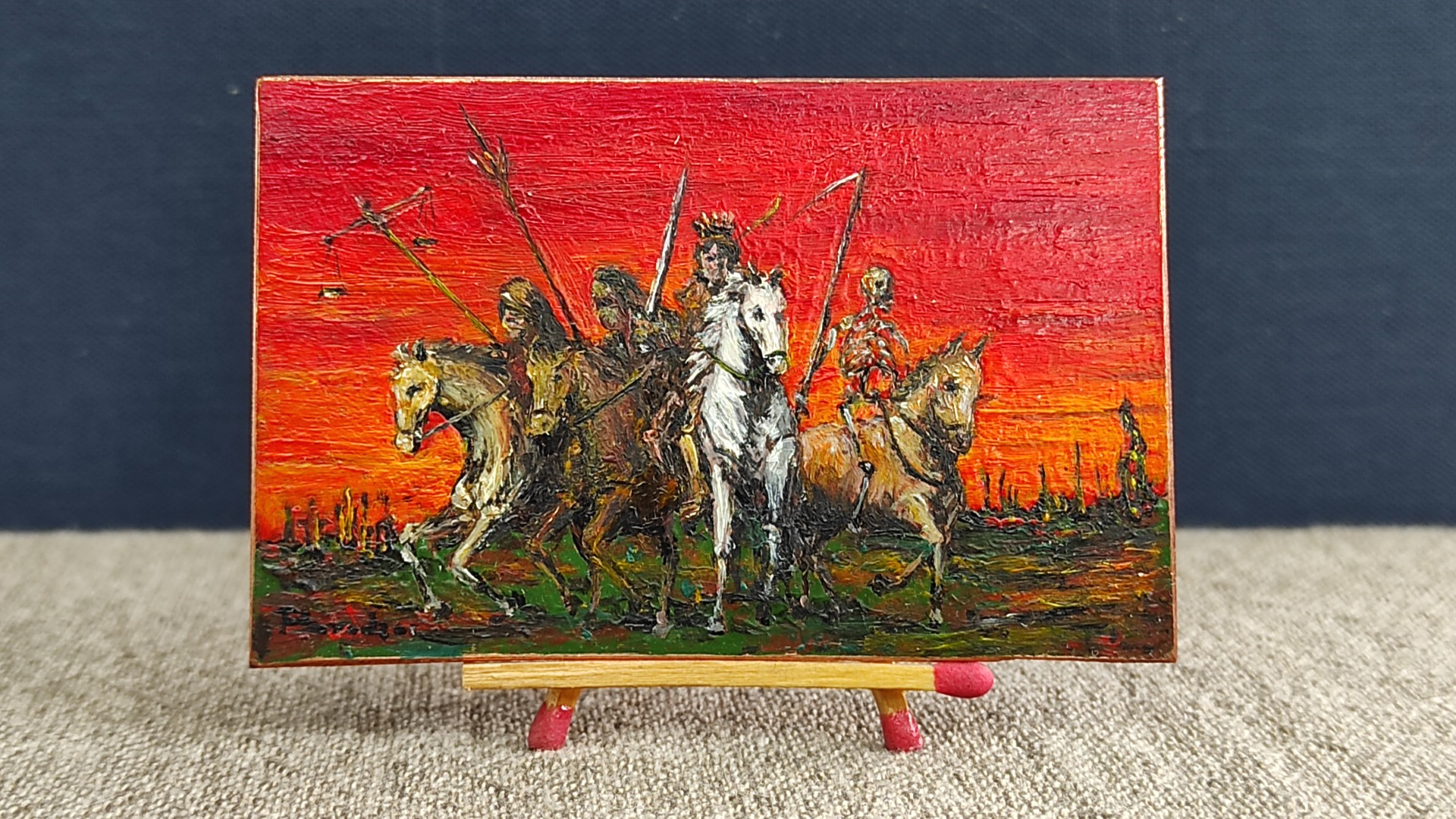
Čtyři jezdci z Apokalypsy Autor Paweł Brodzisz
Povrch měď
Rozměry 50 × 77 mm,
Muzeum miniaturního profesionálního umění Henryk Jan Dominiak, Tychy

Apokalyptičtí jezdci jsou čtyři jezdci na koních, o nichž se zmiňuje kniha Zjevení svatého Jana: Zj 6, 1–8 (Kral, ČEP).
Jezdci vyjíždějí při rozlomení prvních čtyř ze sedmi pečetí, které uzavírají svitek předaný Beránkovi (Kristu). Beránek se pouští do rozlamování jednotlivých pečetí a při každém zlomení kniha popisuje události, které v důsledku toho nastanou. V případě prvních čtyř pečetí vyjíždějí apokalyptičtí jezdci:
1. „… bílý kůň a na něm jezdec s lukem. Byl mu dán věnec dobyvatele, aby dobýval.“ (Mor, také nazývaný Dobyvatel)
2. „… druhý kůň, ohnivý, a jeho jezdec obdržel moc odejmout zemi mír, aby se všichni navzájem vraždili.“ (Válka)
3. „… kůň černý, a jezdec měl v ruce váhy. ... Za denní mzdu jen mírka pšenice, za denní mzdu tři mírky ječmene. Olej a víno však nech!“ (Hladomor)
4. „… kůň sinavý, a jméno jeho jezdce Smrt, a svět mrtvých zůstával za ním.“ (Smrt)

Kniha Zjevení dále pokračuje: „těm jezdcům byla dána moc, aby čtvrtinu země zhubili mečem, hladem, morem a dravými šelmami.“
Jelikož je kniha Zjevení v dějinách nejčastěji interpretována jako kniha popisující průběh světových dějin nebo ještě spíše poslední dny světa, jsou apokalyptičtí jezdci symbolem přicházejícího konce a utrpení, které Bůh na lidi v onen čas má poslat.

## V populární kultuře

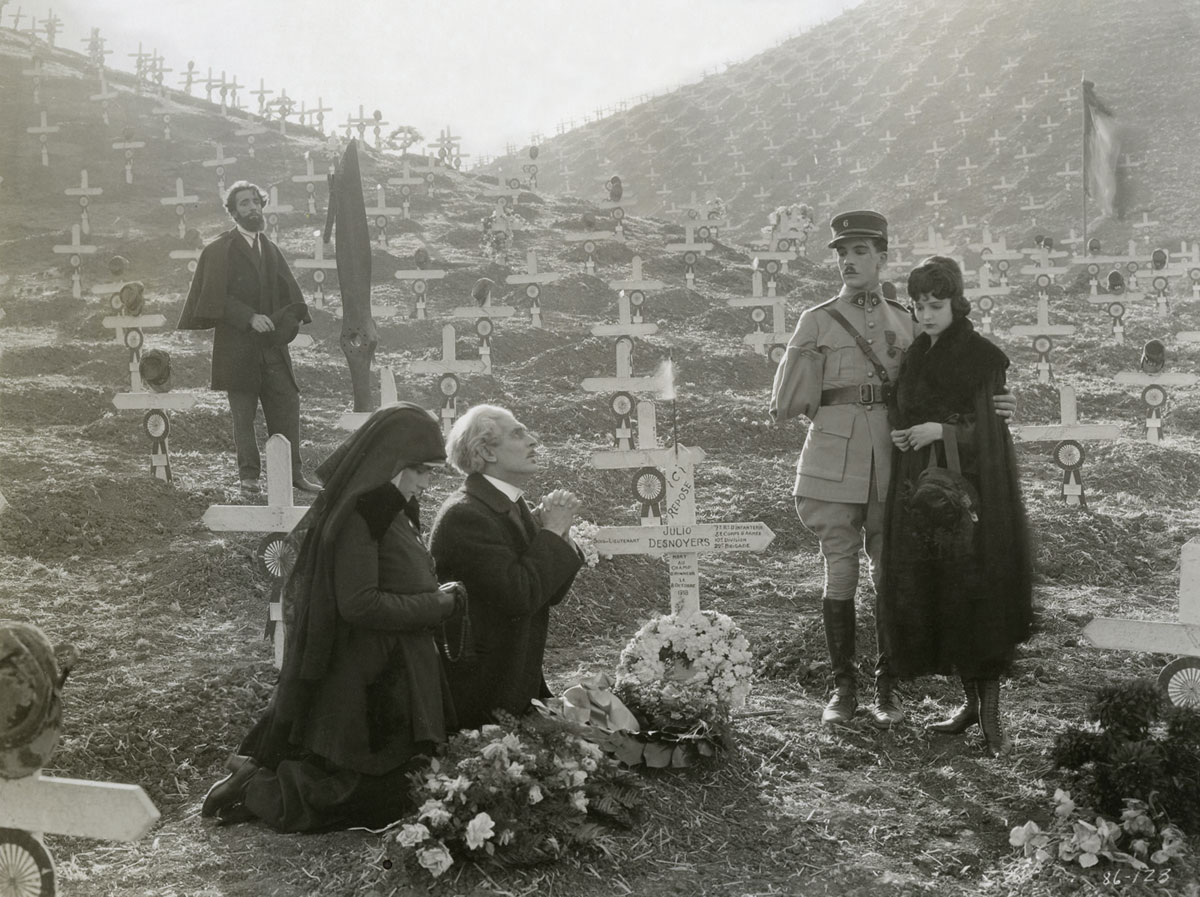
Závěrečná scéna z filmu Rexe Ingrama The Four Horsemen of the Apocalypse (USA, 1921)

Se zpracováním motivu apokalyptických jezdců se lze setkat nejen v různých literárních a výtvarných podání biblických příběhů v celé kulturní historii křesťanského světa, ale na mnoha místech v novodobé kulturní tvorbě, např. v knize Terryho Pratchetta a Neila Gaimana Dobrá znamení (Good omens), v seriálu Simpsonovi (závěr 18. dílu 10. série, Simpsonovské biblické příběhy), Červený trpaslík (epizoda Pistolníci z Apokalypsy), ve hře Darksiders, apod. Symbolika apokalyptických jezdců pro lidská utrpení a katastrofy je inspirací celé řady názvů z různých oblastí kulturní sféry, zahrnující kinomatografii (např. film Čtyři příšerní jezdci z Apokalypsy), televizní tvorbu (např. seriál Místo činu (epizoda 425 z r. 1999 Die apokalyptischen Reiter, česky pod názvem Čtyři jezdci z Apokalypsy), hudbu (název německé metalové kapely Die Apokalyptischen Reiter, píseň „The Four Horsemen“ z alba Kill 'Em All od skupiny Metallica), i výtvarné umění. S apokalyptickými jezdci se lze setkat v 21. epizodě 2. řady seriálu Čarodějky nebo i v 5.řadě seriálu Supernatural (Lovci duchů). Ve hře Far cry 5 je rodina Seedova referována jako 4 jezdci z Apokalypsy (Joseph jako Smrt, Jacob coby Válka, John Hladomor a Faith Mor). V roce 2023 měl premiéru film M. Night Shyamalana "Někdo klepe na dveře" (dle knižní předlohy Paula Tremblaye). Příběh se točí kolem posledních dní lidstva a využívá motiv 4 poslů, kteří žádají oběť..